# 肥後トンネル
肥後トンネル（ひごトンネル）は、熊本県八代市坂本町鮎帰から同県球磨郡山江村万江に至る、九州自動車道のトンネルである。

## 概要
1989年に鹿児島方面側で暫定2車線として開通。1999年に門司方面のトンネルが開通した。長さは下り線が6,340 m、上り線が6,331 mで中央自動車道・恵那山トンネルに次いで、日本の高速道路トンネルでは第5位の長さを誇る長大トンネル、九州地方では一般道路を含めて最長のトンネルになった。NATM工法によって建設された。
道路法における長大トンネルでもあり、本トンネル及び加久藤トンネル（6,264 m）を含む八代JCT - えびのICの区間は危険物積載車両通行禁止規制がなされている。また、入口にはトンネル用信号機が設置されている。
日本国内の道路トンネルとしては2019年現在で埼玉県と山梨県を結ぶ一般道路の雁坂トンネルに次いで10番目の延長を有する。本トンネルは東海北陸自動車道・飛驒トンネルと同様に、長大トンネルとしては有数の同一県内のみで完結する（トンネル内に県境が無い）トンネルとなっている。
八代JCT - 人吉IC間の連続する23本のトンネルには案内表示の上に残り本数が表示されており、本トンネルでは上り線には15が、下り線には9がそれぞれナンバリングされている。

## 通行制限
上記のように加久藤トンネルも含め、八代JCT - えびのICの区間は、石油・高圧ガス・薬品などを積載したタンクローリー等の危険物積載車の通行は禁止されている。
当該車両が鹿児島市方面へ向かう場合は南九州西回り自動車道や国道3号、また人吉市・宮崎県方面へ向かう場合は国道219号などを利用することになる。なお、令和2年7月豪雨の際には一般道が被災したため特例措置として誘導車両を伴う形でタンクローリーの通行が認められている。

## 隣
E3 九州自動車道
(18-1)八代JCT - 坂本PA - 鮎帰BS - 肥後トンネル - 小鶴BS - 山江SA - (19)人吉IC/TB（廃止）